# Carlos Bustos
Carlos Julio Bustos Barbero (Villa Carlos Paz, Córdoba, 16 de abril de 1966) es un exfutbolista y entrenador de fútbol argentino, se desempeñaba como defensa central y actualmente dirige a Deportivo Garcilaso de la Liga1 de Perú. Es hermano del también entrenador argentino Fabián Bustos.
Jugó en siete equipos en el fútbol Argentino, Talleres, Deportivo Español, San Lorenzo, River Plate, Argentinos Juniors, Independiente y Huracán y en el fútbol Mexicano para Atlético Morelia, Pachuca y Monarcas Morelia, equipo en el cual se retiró.
Como director técnico tuvo sus primeras experiencias en Argentina, precisamente en el Talleres, equipo en el cual inició su trayectoria en el fútbol. Su recorrido como entrenador se desarrolló principalmente en México, Perú y Bolivia. En México, donde dirigió al Neza FC, Monarcas Morelia, Club Deportivo Guadalajara, Dorados de Sinaloa, Atlético San Luis y Cafetaleros de Tapachula; en Perú, dirigió por cinco años, logrando una estabilidad prolongada en tres diferentes equipos, Club Deportivo Universidad de San Martín de Porres, Foot Ball Club Melgar y Alianza Lima, y en Bolivia estuvo al mando en Club Blooming. Actualmente se encuentra sin club después de dirigir a Club Blooming en el fútbol boliviano.

## Trayectoria

### Como jugador
Carlos Bustos inició su trayectoria como jugador a los 11 años de edad, en las divisiones inferiores del Club Atlético Talleres de Córdoba, equipo con el que siempre estuvo identificado, pasando por todas las categorías del club hasta llegar a debutar en la primera división. 
Fue reconocido en 1987 con el premio Córdoba Cuna de Campeones como el mejor futbolista de la Provincia de Córdoba. 
En 1990 es transferido al Club Deportivo Español, estando presente en uno de los periodos más importantes de la historia de la institución, participando en la Copa Conmebol y Liguilla Pre Libertadores. Para 1991 fue pedido a préstamo a este equipo por el Club Atlético San Lorenzo de Almagro para participar en la Liguilla Pre Libertadores, consagrándose campeones al disputar la final en calidad de visitante contra el Club Atlético Boca Juniors.
En enero de 1993 es fichado como refuerzo por el Club Atlético River Plate, equipo con el que disputó varios compromisos internacionales, entre ellos la Copa Libertadores.
A finales de 1993 Asociación Atlética Argentinos Juniors lo incorpora junto a varias figuras internacionales formando un gran plantel que jugaba de local en la ciudad de Mendoza, disputando los torneos nacionales y la Supercopa.
De 1994 a 1996 defendió los colores de Club Atlético Independiente, teniendo una destacada participación y obteniendo los campeonatos de la Supercopa y la Recopa Sudamericana.
En diciembre de 1996 es contratado por Monarcas Morelia de México, equipo que se encontraba sumergido en problemas de descenso. Para esta temporada, el equipo no solo logró salvarse del descenso, sino que llegó hasta la semifinal del torneo.
A principios de 1998 llega al Club de Fútbol Pachuca para disputar el torneo clausura de Primera A, logrando el ascenso a primera división.
En junio del mismo año, regresa a Argentina para vestir la camiseta de Club Atlético Huracán, teniendo un breve paso por dicho club.
Nuevamente es solicitado por Tomas Boy y Monarcas Morelia para disputar el torneo clausura de 1999. Como consecuencia de las reiteradas lesiones en las rodillas que había sufrido, este fue su último torneo como jugador profesional.

### Como director deportivo
Ocupó el cargo de director deportivo del Club Atlético Universitario (Córdoba) en el 2001, equipo que participó en el Argentino B; y del Club Atlético Belgrano del 2002 al 2005 disputando los torneos del Nacional B.

### Como Director Técnico
Luego de su trayectoria como jugador, en el año 2000 Bustos inició su carrera como Director Técnico en su país natal en las divisiones inferiores del Club Atlético Talleres de Córdoba, coronándose campeón en los torneos apertura y clausura con la 6.ª categoría de la Asociación Cordobesa de Fútbol.
Para el año 2005 asume el cargo en su primer equipo profesional, siendo este Sportivo Belgrano de San Francisco, Argentina, con el cual disputó el torneo Federal B.
En 2007 llega al Atlas de Guadalajara del fútbol mexicano en calidad de Auxiliar Técnico de Tomás Boy.
Después de este torneo, regresa a Argentina nuevamente al Club Atlético Talleres, en donde se desempeñó como Director Técnico de la 4.ª división de A.F.A., llegando a dirigir de forma interina la primera división.  Posteriormente, en la reestructuración del club quedó como Auxiliar Técnico de la primera división en los procesos de Humberto Grondona y Juan Amador Sánchez.
En el clausura 2009 es nuevamente solicitado por Tomas Boy para conformar su cuerpo técnico, esta vez en Monarcas Morelia de México, equipo en el que estuvieron hasta finalizar el torneo clausura 2012, calificando a 5 liguillas, logrando el subcampeonato clausura 2011 y conquistando el título de SuperLiga Norteamericana 2010.
Para el apertura 2012 obtiene su primera oportunidad al frente de un cuerpo técnico en el fútbol profesional de México, dirigiendo al Neza FC en la liga de ascenso, consiguiendo calificar a la liguilla y a la semifinal de la COPA MX.
En la jornada 7 del clausura 2013 es solicitado por Monarcas Morelia para tomar las riendas del equipo luego del cese de Rubén Omar Romano, torneo en el que calificó a liguilla y se mantuvo invicto hasta el partido de ida de cuartos de final, quedando en cuarto lugar de la tabla general. En el apertura 2013 calificó nuevamente al equipo a liguilla al obtener el sexto lugar general. Para este mismo torneo, el 5 de noviembre se consagró Campeón de la Copa México Apertura 2013, disputando dicho título con el Atlas de Guadalajara, dándole así a Monarcas Morelia su primer título de COPA MX y su segundo título oficial en el fútbol mexicano.
Para el torneo apertura 2014 llega al Club Deportivo Guadalajara, uno de los equipos más importantes y con más historia del fútbol mexicano, logrando llegar a cuartos de final de la COPA MX.
Posteriormente, para el clausura 2015, Dorados de Sinaloa se hace de sus servicios para que lidere a la escuadra en el Ascenso MX, torneo en el cual consigue el título de Campeón frente al Atlético San Luis en calidad de visitante. Con este título Dorados de Sinaloa adquiere el derecho a disputar la final contra el campeón del apertura 2014 en busca del ascenso. El 23 de mayo,  Bustos y Dorados de Sinaloa vencen al Necaxa, jugando en calidad de visitante, logrando así el ascenso y regresando al equipo a la máxima división del balompié mexicano después de nueve años de ausencia.
En el clausura 2016 es contratado por el Atlético San Luis de la liga de Ascenso MX, logrando con esta escuadra llegar a semifinales de COPA MX.
En el apertura 2016 estuvo a cargo de Cafetaleros de Tapachula equipo de la liga de ascenso en México.}
A partir del año 2017 asesora y capacita a la institución San Francisco United F.C. de esa ciudad en California, Estados Unidos. 
Desde enero del 2018 a diciembre de 2019, dirigió la escuadra del Club Deportivo Universidad de San Martín de Porres, equipo de la Liga 1. Dicho proyecto se caracterizó por la participación casi en su totalidad de jugadores jóvenes, siendo en la temporada 2019 el equipo con mayor participación de jugadores sub-21 en toda la Confederación Sudamericana de Fútbol y donde Bustos llegó a debutar a más de 18 jugadores en esos dos años.
El día lunes 2 de diciembre de 2019 es anunciado como nuevo Director Técnico de la escuadra Arequipeña Foot Ball Club Melgar. Participó en la edición 2020 de la Copa Sudamericana avanzando de la primera fase al vencer al Club Atlético Nacional Potosí de Bolivia. El 24 de septiembre de 2020 deja de pertenecer a la institución.
Luego de su retiro en Melgar dirigió al Alianza Lima y como entrenador llevó a este equipo obtener el Torneo Clausura y luego de vencer 1-0 a Sporting Cristal en la final, logra campeonar la Liga 1 2021, registrando una de las mejores temporadas de los victorianos en su historia. Lastimosamente, el 2022 no fue igual de bueno, pues dirigiendo a los íntimos en la Copa Libertadores de esa edición tuvo una campaña demasiado discreta. Dentro del campeonato peruano, los blanquiazules se encontraban en puestos de clasificación internacional, pero era criticado porque se esperaba una mejor participación general teniendo un plantel más amplio que el que había campeonado en 2021. Luego de una seguidilla de malos partidos como un empate 1-1 ante UTC, una derrota 0-2 ante Universitario y el decisivo partido de una paridad 0-0 ante Cantolao, se acordó la rescisión de su contrato por mutuo acuerdo en septiembre de ese mismo año. 
El 19 de febrero de 2023, Bustos volvió a cambiar de equipo y de país, tras ser nombrado responsable del Blooming.

## Clubes

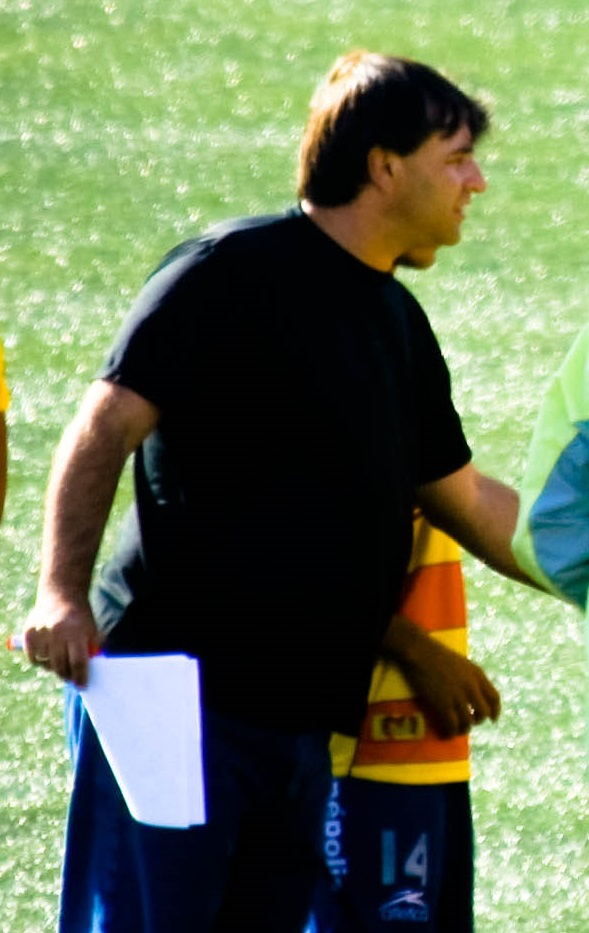
Carlos Bustos durante su tiempo como entrenador de Monarcas Morelia.

### Como jugador
| Club                 | País      | Año       |
| -------------------- | --------- | --------- |
| Talleres             | Argentina | 1985-1990 |
| Deportivo Español    | Argentina | 1990-1992 |
| San Lorenzo (cedido) | Argentina | 1991      |
| River Plate          | Argentina | 1993      |
| Argentinos Juniors   | Argentina | 1993-1994 |
| Independiente        | Argentina | 1994-1996 |
| Atlético Morelia     | México    | 1996-1997 |
| Pachuca              | México    | 1998      |
| Huracán              | Argentina | 1998      |
| Monarcas Morelia     | México    | 1999      |

### Como entrenador
| Club                     | País      | Año       | PD          | PG          | PE          | PP          | Rendimiento |
| ------------------------ | --------- | --------- | ----------- | ----------- | ----------- | ----------- | ----------- |
| Sportivo Belgrano        | Argentina | 2005      | Desconocido | Desconocido | Desconocido | Desconocido | Desconocido |
| Talleres                 | Argentina | 2008      | Desconocido | Desconocido | Desconocido | Desconocido | Desconocido |
| Neza                     | México    | 2012-2013 | 33          | 13          | 9           | 11          | 48.48 %     |
| Monarcas Morelia         | México    | 2013-2014 | 47          | 22          | 13          | 12          | 56.03 %     |
| Guadalajara              | México    | 2014      | 17          | 6           | 4           | 7           | 43.13 %     |
| Dorados de Sinaloa       | México    | 2015      | 42          | 20          | 8           | 14          | 53.97 %     |
| Atlético San Luis        | México    | 2016      | 23          | 7           | 5           | 11          | 37.68 %     |
| Cafetaleros de Tapachula | México    | 2016      | 11          | 1           | 5           | 5           | 24.24 %     |
| Universidad San Martín   | Perú      | 2018-2019 | 82          | 22          | 35          | 25          | 41.06 %     |
| Melgar                   | Perú      | 2020      | 15          | 5           | 4           | 6           | 42.22 %     |
| Alianza Lima             | Perú      | 2021-2022 | 62          | 32          | 17          | 13          | 60.75 %     |
| Blooming                 | Bolivia   | 2023-2024 | 70          | 29          | 12          | 31          | 47.14 %     |
| The Strongest            | Bolivia   | 2025      | 13          | 7           | 2           | 4           | 58.98 %     |
| Deportivo Garcilaso      | Perú      | 2025-Act. | 6           | 3           | 3           | 0           | 66.67 %     |
| Total                    | Total     | Total     | 423         | 167         | 117         | 139         | 48.7 %      |

## Palmarés

### Como jugador
| Torneo              | Club                        | País      | Año  |
| ------------------- | --------------------------- | --------- | ---- |
| Supercopa           | Club Atlético Independiente | Argentina | 1995 |
| Recopa Sudamericana | Club Atlético Independiente | Argentina | 1995 |

| Torneo  | Club                   | País   | Año  |
| ------- | ---------------------- | ------ | ---- |
| Ascenso | Club de Fútbol Pachuca | México | 1998 |

### Como director técnico

#### Títulos nacionales
| Torneo                   | Club               | País   | Año  |
| ------------------------ | ------------------ | ------ | ---- |
| Copa MX Apertura 2013    | Monarcas Morelia   | México | 2013 |
| Torneo Clausura 2015     | Dorados de Sinaloa | México | 2015 |
| Final de Ascenso 2014-15 | Dorados de Sinaloa | México | 2015 |
| Torneo Clausura          | Alianza Lima       | Perú   | 2021 |
| Liga 1                   | Alianza Lima       | Perú   | 2021 |

### Distinciones individuales
| Distinción                            | Año  |
| ------------------------------------- | ---- |
| Mejor entrenador del año de la Liga 1 | 2021 |